# Blind Detective
Pour plus de détails, voir Fiche technique et Distribution.
Blind Detective (盲探, Man tam) est un film hongkongais réalisé par Johnnie To, sorti en 2013. Il est présenté en séance de minuit au Festival de Cannes 2013.

## Synopsis
Johnston Chong See-tun est un ex détective non voyant.

## Fiche technique
- Titre original : 盲探, Man tam
- Titre français : Blind Detective
- Réalisation : Johnnie To
- Scénario : Ryker Chan, Wai Ka-fai, Yau Nai-hoi et Xi Yu
- Pays d'origine : Hong Kong
- Format : Couleurs - 35 mm - 2,35:1 - Dolby Digital
- Genre : comédie dramatique
- Durée : 130 minutes
- Date de sortie :
  - Festival de Cannes 2013 (première)
  - 4 juillet 2013 :  Chine /  Hong Kong

## Distribution
- Andy Lau : Chong Si-teun / Johnston
- Sammi Cheng : Ho Ka Tung
- Gao Yuanyuan : Tingting
- Tao Guo : Szeto Fat-bo
- Philip Keung
- Lam Suet